# Transformatorenhaus auf dem Anger (Langennaundorf)

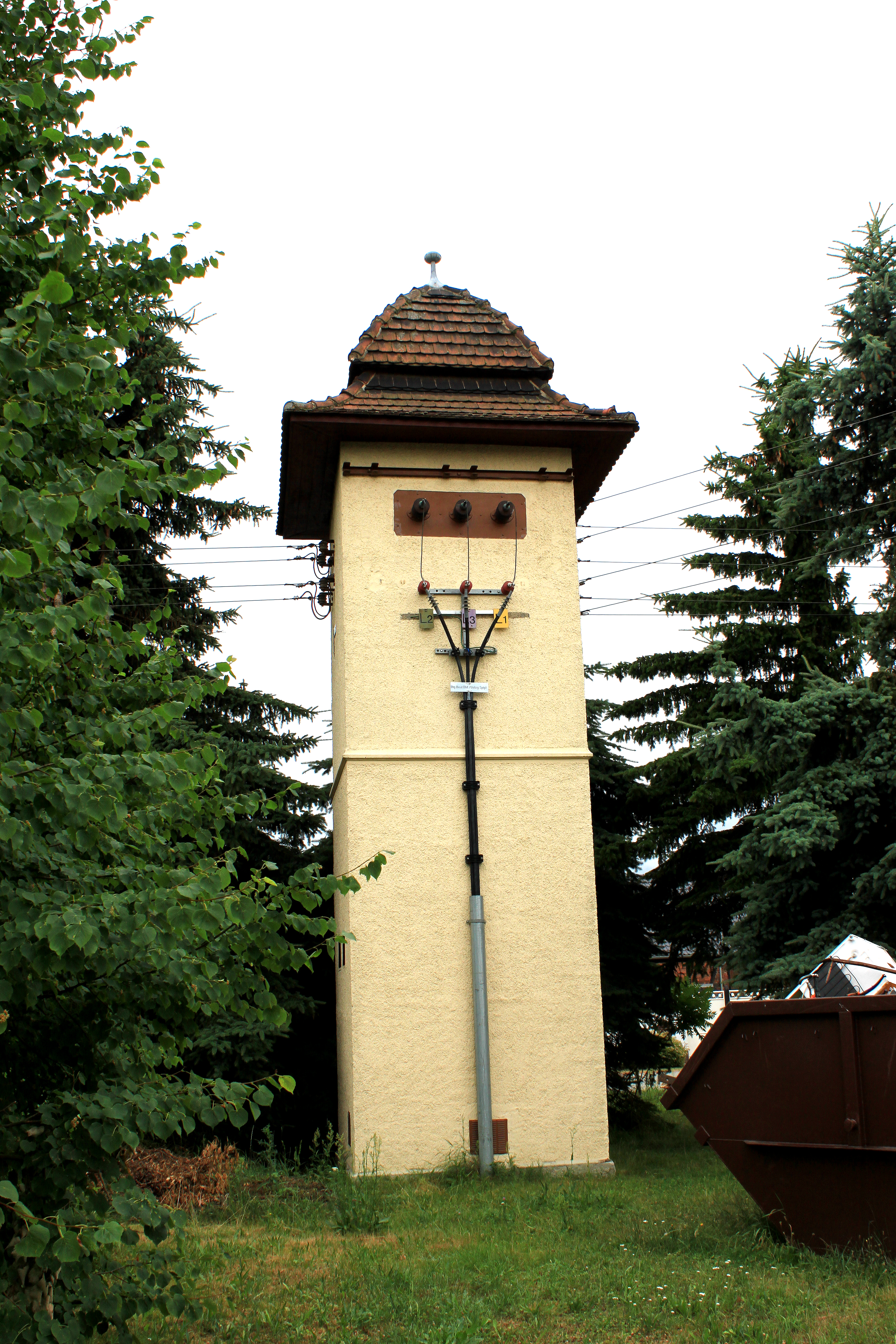
Das Transformatorenhaus auf dem Langennaundorfer Anger (2010)

Das Transformatorenhaus auf dem Anger ist ein Baudenkmal in der Kleinstadt Uebigau-Wahrenbrück im südbrandenburgischen Landkreis Elbe-Elster.

## Beschreibung und Geschichte
Das Gebäude ist im Uebigau-Wahrenbrücker Ortsteil Langennaundorf unweit der Dorfkirche zu finden. Bei dem Transformatorenhaus handelt es sich um ein verputztes, mit einem Mansarddach versehenes, in Ziegelbauweise aus Kalksandstein errichtetes Gebäude. Die Anspeisung mit Mittelspannung erfolgte ursprünglich über eine Freileitung, mit Stand 2010 ist sie auf eine weniger wartungsintensive Erdkabelverbindung umgestellt. Die Niederspannungsleitungen sind weiterhin als Freileitungen ausgeführt. Die Entstehung des Gebäudes wird auf das Jahr 1922 datiert. Für den Entwurf zeichnete die Landelektrizität GmbH in Halle verantwortlich. Im örtlichen Denkmalverzeichnis ist es unter der Erfassungsnummer 09135820 verzeichnet.